# Метехі

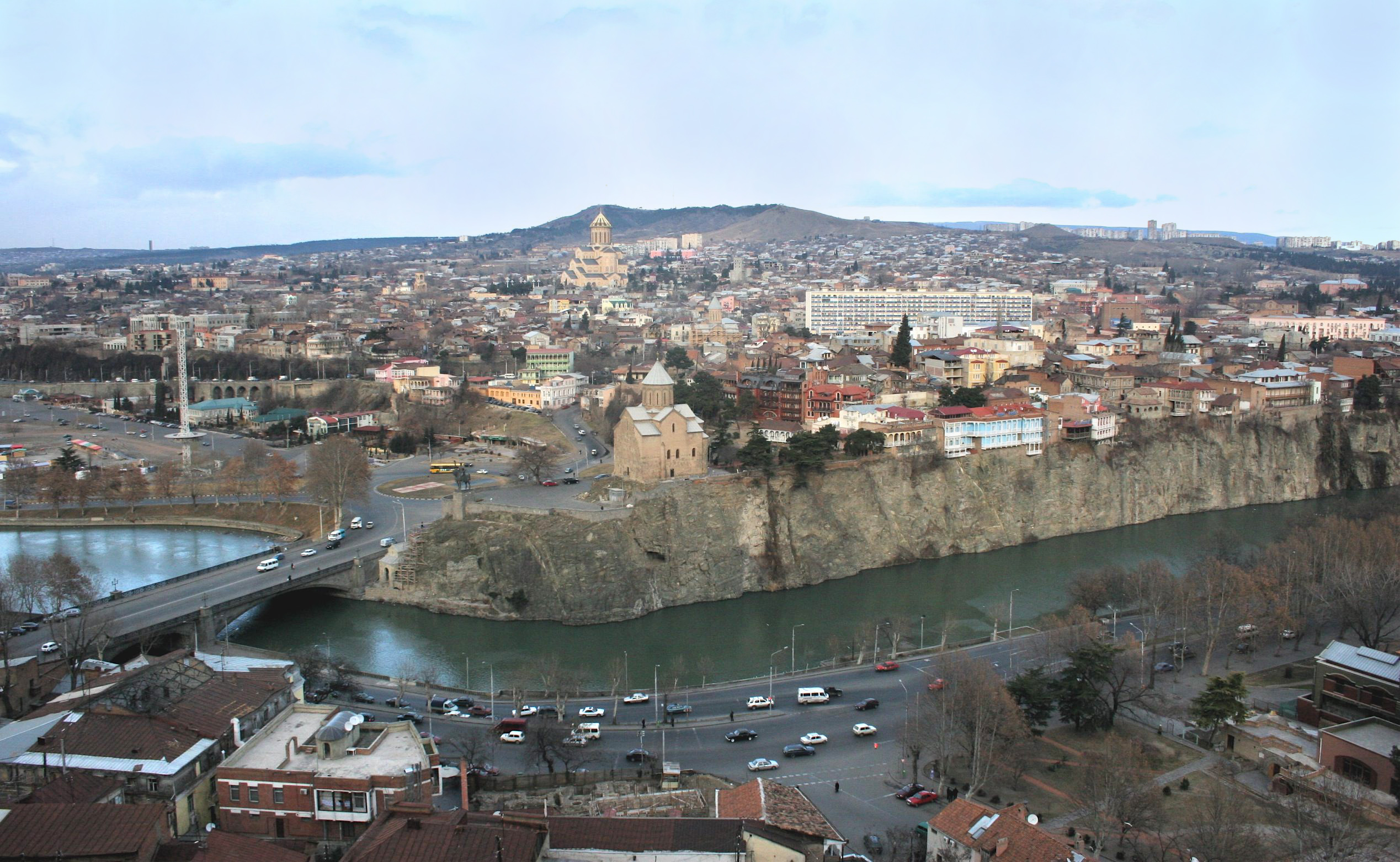
Панорама Метехі

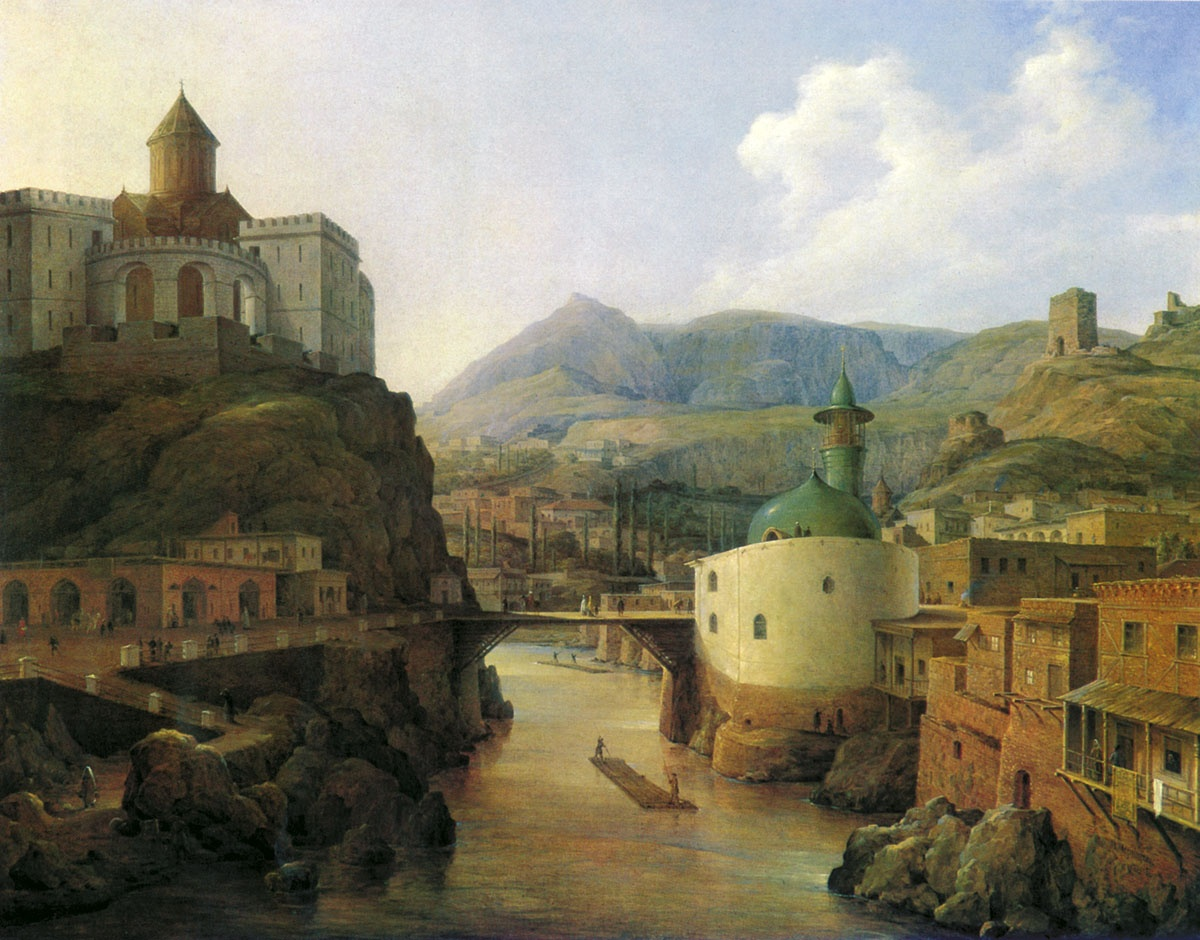
Тифліс на картині Никанора Чернецова, 1839 рік

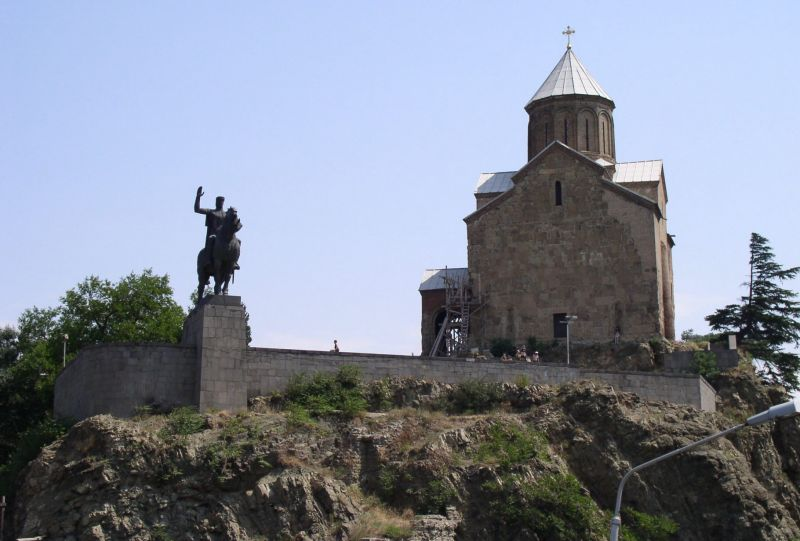
Церква Метехі та скульптура Вахтанга Горгасала

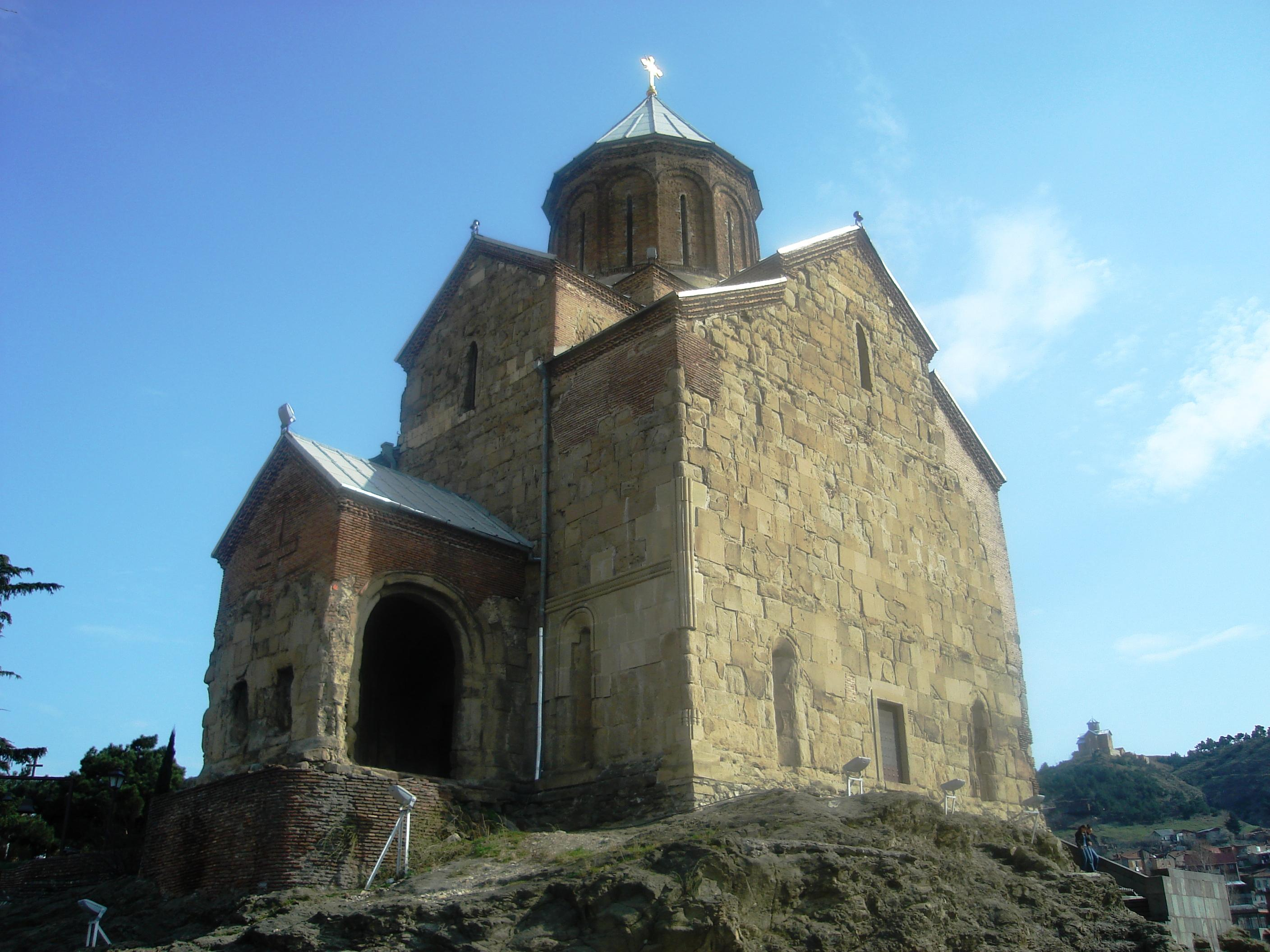
Церква Метехі

Метехі (груз. მეტეხი) — історичний район Тбілісі на високій скелі, що нависає над берегом річки Кури. Вважається, що район був населений ще при Вахтангу Горгасалу, який побудував тут свій палац, а в VIII столітті на Метехській скелі, як свідчить легенда, прийняв мученицьку смерть святий Або Тбіліський. Сучасна назва кварталу з'явилося в XII столітті і означає «навколо палацу».
Головною визначною пам'яткою Метехі є мальовничо поставлена на гребінь скелі Успенська церква, побудована в 1278—84 роках при царі Деметрі II. У XIX столітті церква була перебудована під казарми козачого полку, а при Берії мало не знесена (за протести проти її знесення художник Дмитро Шеварднадзе заплатив власним життям). З 1988 року церква знову діюча (у свій час Звіад Гамсахурдія оголосив голодування, вимагаючи повернення храму Грузинській церкві).
У XVII столітті прилегла до церкви територія була перетворена на фортецю, а на іншій стороні річки з'явилася мечеть Шах-Аббаса. З приєднанням Грузії до Росії необхідність в укріпленнях відпала, на їх місці була влаштована в'язниця. При Сталіні в'язницю закрили, але разом з тим знесли і частину старовинної забудови кварталу (що було мотивовано будівництвом мосту через Куру). У 1961 році майданчик перед храмом прикрасився кінною статуєю Вахтанга Горгасала.

## Ресурси Інтернета
- Вікісховище має мультимедійні дані за темою:  Метехі